# Chadrac Akolo
Chadrac Akolo (Kinshasa, 1 de abril de 1995) é um futebolista profissional congolês que atua como meia. Atualmente, defende o St. Gallen, da Suíça.

## Carreira
Akolo começou a carreira no Sion. Em 2017, ele assinou um contrato de dois anos com o Stuttgart.

## Títulos
Sion
- Copa da Suíça: 2014–15